# Игумново (Кстовский район)
Игу́мново — село в Кстовском районе Нижегородской области. Входит в состав Черныши́хинского сельсовета.

## География
Игумново находится в 66 км к югу-востоку от Нижнего Новгорода. Ближайшие населённые пункты — Черныши́ха (3 км), Починок (0,5 км), Кожино (3 км), Егорьевское (5 км). Село расположено на обеих берегах реки Кирилки (Кирелки).

## Инфраструктура
В селе имеются два магазина, дорожное кафе.

## История
В трёх километрах к юго-восток от села в урочище Ка́рпово под Уру́сихой на Сундовике находилось рыбное хозяйство, в котором местные жители промышляли разведением рыб карповых пород для нужд Нижегородской епархии.

## Достопримечательности
- Ильинская церковь 1808 года постройки. Она представляла собой кирпичное здание с декором в стиле классицизма, в трапезной был тёплый Никольский придел. Летом 1940 года она была закрыта, позднее её здание было частично разобрано, а частично переоборудовано под школу-семилетку[6][7][8]. Уцелел только основной объём в виде приземистого двусветного четверика под купольным сводом. По данным МБУ «Кстовский историко-краеведческий музей», предоставленным в 2012 году, Ильинская церковь в Игумнове не действует.
- Памятник воинам, погибшим в Великой Отечественной войне.